# Fang Ridge
Fang Ridge är en bergstopp i Antarktis. Den ligger i Östantarktis. Nya Zeeland gör anspråk på området. Toppen på Fang Ridge är 2 594 meter över havet.
Terrängen runt Fang Ridge är huvudsakligen bergig, men åt nordväst är den kuperad.  Trakten är obefolkad. Det finns inga samhällen i närheten. 